# Tapere

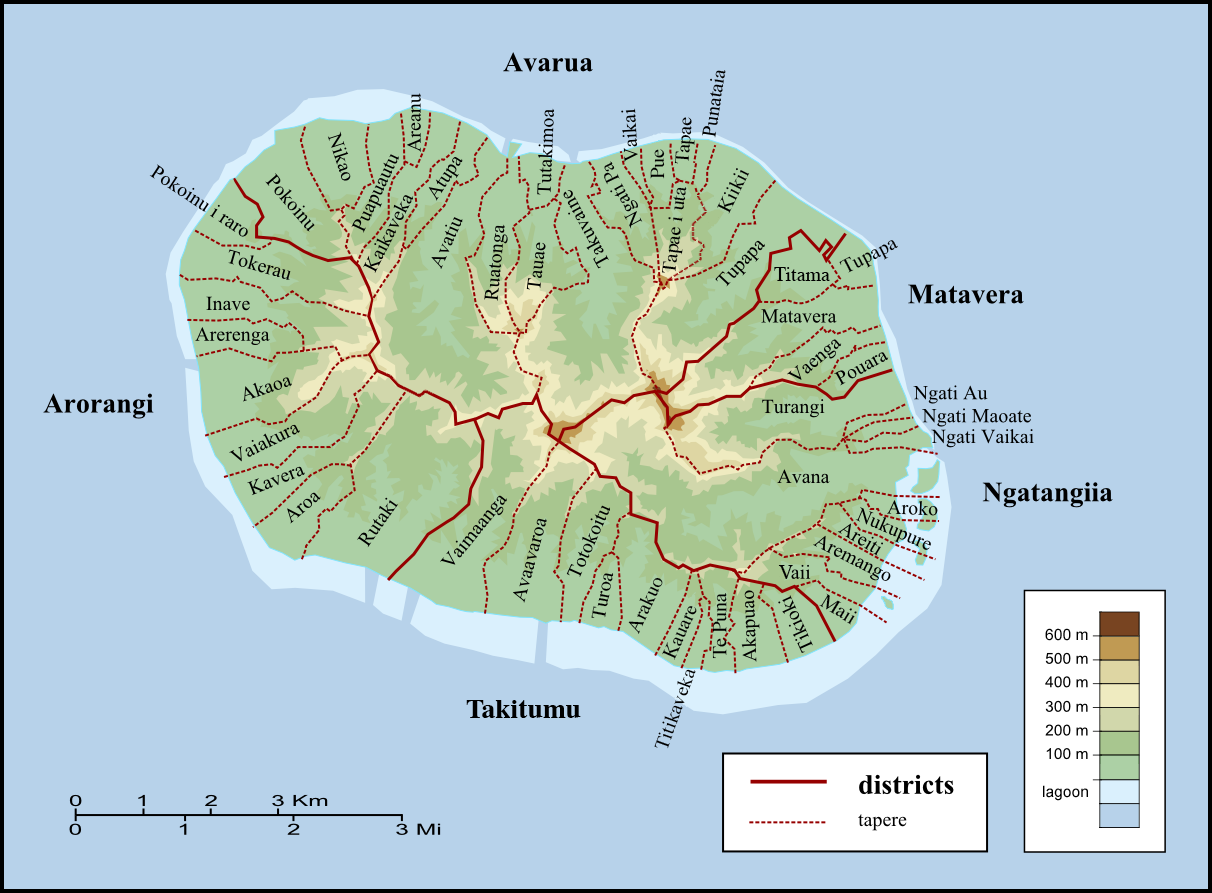
Tapere et districts de Rarotonga

Un tapere, parfois qualifié de sous-tribu et d'autres fois de sous-district, correspond à un découpage à la fois coutumier et foncier des îles Cook. Il se présente généralement comme une étroite bande de terre de quelques centaines de mètres de large, allant du centre de l'île jusqu'au littoral. Leur nombre varie selon les îles, de 5 et Atiu, 38 à Mangaia à 54 sur l'île de Rarotonga. À la tête de chaque tapere, on peut trouver selon les cas et pour simplifier des Mataiapo ou des Rangatira.

## Description
Bien que cela puisse là encore varier selon les îles en particulier du fait qu'un certain nombre d'entre elles se dépeuplent, chaque tapere comprend environ 200 personnes, le matakeinanga ou communauté du tapere. Ils se subdivisent en parcelles de terrain appelées kainga (littéralement « le lieu de la nourriture »). La majorité de ces tapere, comprend une maison de réunion (meeting house) qui comme son nom l'indique permet à la communauté de se retrouver.
Le nom d'un tapere peut avoir plusieurs origines. Le plus souvent il est emprunté à celui de la rivière qui le traverse, comme Turangi, Avana, Turoa, Pue… Certains ont gardé le nom du mataiapo fondateur de la lignée. C'est le cas des tapere de Maoate et de Vaikai. D'autres encore rappellent un évènement historique ou un incident s'y étant déroulé. Le tapere de Tikioki aurait été baptisé ainsi après que Tangiia Nui eut envoyé Terei chercher (tiki) son fils Tinomana Motoro qui était resté à Tahiti, afin qu'il le ramène (oki) à Rarotonga. Ayant accompli sa mission avec succès, Terei fut récompensé par ce tapere qu'il baptisa Tikioki en souvenir de l'événement. Le tapere de Kiikii, trouverait son origine à la suite d'un incident survenu également du temps de Tangiia. Selon Maretu, Kiikii était le nom du collier de fleur de Tutapu, le frère ennemi de Tangiia. L'ayant égaré à cet endroit, il perdit la magie et les pouvoirs qui y étaient associés, permettant ainsi à Tangiia et son allié Karika de le vaincre.
Si dans la plupart des cas on retrouve à la tête de chaque tapere un mataiapo, cela n'en constitue pas pour autant une norme sur l'ensemble de Rarotonga. À Teauotonga, la majorité d'entre eux ne sont que de rang rangatira, titre considéré comme inférieur. Les rares mataiapo s'y trouvant sont le plus souvent des « transfuges » originaires d'un des deux autres vaka. C'est le cas de Vakapora, mataiapo du tapere de Tupapa qui jusqu'au milieu des années 1820 faisait partie du vaka de Takitumu. Ce n'est qu'à la suite d'une brouille avec Pa Ariki qu'il décida de rejoindre les Makea. Si l'on en croit Maretu, il semble qu'il ait été coutumier du fait tout au long de l'histoire de l'île. La situation géographique de son tapere situé à la limite entre les deux vaka lui permettait en effet de se jouer des relations parfois tumultueuses des deux chefs en se plaçant selon les circonstances et le rapport de force, sous la protection de l'un ou de l'autre.